# Trichloorsilaan
Trichloorsilaan is een anorganische siliciumverbinding met als brutoformule HCl3Si. De stof komt voor als een kleurloze vloeistof met een scherpe geur, die hevig reageert met water (hydrolyse). Bij hoge temperaturen ontleedt de stof en wordt ultrazuiver silicium gevormd, dat gebruikt wordt in de halfgeleider-industrie. Door zijn hoge reactiviteit wordt trichloorsilaan vaak gebruikt als reagens in de synthese van organische siliciumverbindingen.

## Synthese
Trichloorsilaan wordt bereid door waterstofchloride te laten reageren met zuiver siliciumpoeder, bij een temperatuur van 300 °C:
{\displaystyle {\ce {Si + 3HCl -> HCl3Si + H2}}}
In optimale omstandigheden kan een reactierendement van 80 tot 90% behaald worden. De meest gevormde bijproducten zijn siliciumtetrachloride, hexachloordisilaan en dichloorsilaan.

## Toxicologie en veiligheid
De stof ontleedt bij verhitting, met vorming van giftige en corrosieve dampen, waaronder zoutzuur. Trichloorsilaan reageert hevig met water, sterk oxiderende stoffen, sterke zuren en basen, met vorming van waterstofchloride. Het tast, in aanwezigheid van water, een groot aantal metalen aan.
De stof is corrosief voor de ogen, de huid en de luchtwegen. Inademing van de damp kan longoedeem veroorzaken en astmatische reacties teweegbrengen. Blootstelling aan trichloorsilaan kan de dood veroorzaken.